# آنا هيوم
آنا هيوم (بالإنجليزية: Anna Hume) (1600 - 1700)؛ مترجمة، كاتِبة وشاعرة بريطانية.